# Yánnis Karayánnis
Yánnis Karayánnis, (grec moderne : Γιάννης Καραγιάννης), né à Limassol à Chypre le 25 juillet 1994, est un chanteur chypriote grec.
Le 1er février 2015, il remporte la finale nationale "RIK" et est choisi pour représenter Chypre au Concours Eurovision de la chanson 2015 à Vienne, en Autriche avec la chanson One Thing I Should Have Done (Une chose que j'aurais dû faire). Il se qualifie en finale et termine 22ême avec 11 points.